# Almeria Port
Almeria Port är en hamn i Spanien.   Den ligger i regionen Andalusien, i den södra delen av landet, 400 km söder om huvudstaden Madrid. Närmaste större samhälle är Almería, 0,81 km nordost om Almeria Port.